# محمود طالقاني
محمود طالقاني (بالفارسية: سید محمود علایی طالقانی) (مواليد مقاطعة طالقان - ألبرز، 1911م (1289 هجري شمسي) هو عالم دين شيعي وسياسي إيراني، وهو أحد رموز الثورة الإسلامية الإيرانية.
دعم الدكتور محمد مصدق في قرار تأميم صناعة النفط الإيراني، ثم التحق بالحركة الوطنية الإيرانية، وبعد أن حلّها الشاه أسس حركة المقاومة الإيرانية وشارك في تأسيس حزب حركة حرية إيران.
اعتقله جهاز سافاك عدة مرات وأمضى 15 عاماً من عمره في سجون الدولة البهلوية.
بعد انتصار الثورة الإسلامية أصبح عضو مجلس خبراء الدستور واختاره روح الله الخميني ليكون إمام صلاة الجمعة في طهران. توفی بعد أشهر من انتصار الثورة فنعاه الخميني ووصفه بأنه كان بمثابة الصحابي أبي ذر الغفاري للثورة الإسلامية.

## النشأة والدراسة
ولد محمود طالقاني في 4 مارس 1911م في عائلة علمائية في قرية كليرد من مقاطعة طالقان في شمال إيران.
كان والده أبو الحسن طالقاني من علماء الدين المناضلين ضد حكم رضا شاه ومن مؤيدي آيه الله السيد حسن طباطبائي المعروف بالسيد حسن المدرس.
كان والده أول معلم له، حيث تلقى تعليمه الابتدائي من والده، ثم دخل في مدارس الفيضية والرضوية في مدينة قم وتتلمذ علی يد آية الله محمد تقي الخوانساري والسيد محمد حجت، حتی أن حصل علی إجازة الاجتهاد من الشيخ عبد الكريم الحائري. وفي عام 1938م ذهب إلى طهران وقام بتدريس المعارف الإسلامية هناك.

## موقفه من نظام الشاه

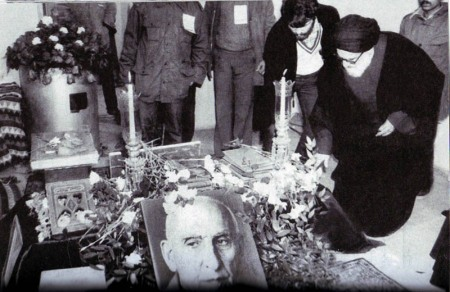
آية الله طالقاني واقف علی قبر محمد مصدق.

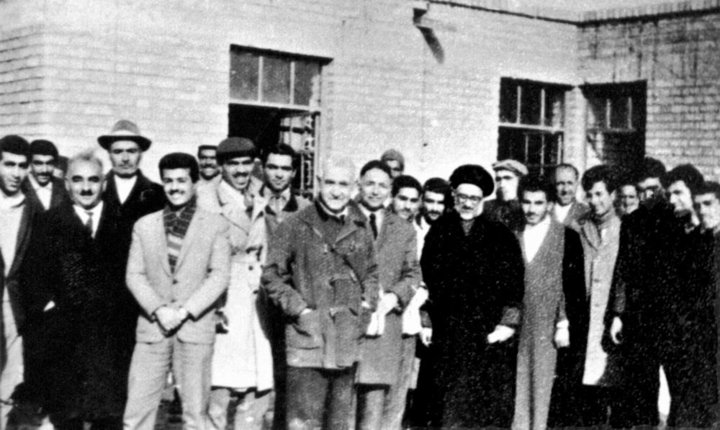
آيت الله طالقاني والدكتور يدالله سحابي مع بعض أعضاء حركة حرية إيران في زيارة قرية في بوئين زهرا بعد الزلزال.

بدأ آية الله طالقاني نشاطاته السياسية في أواخر حكم رضا بهلوي، وواصل مسيرته السياسية من بعده في زمن نظام محمد رضا بهلوي، حتی انتصار الثورة الإسلامية. وهو كان أحد أهم الشخصيات التي بدأت معها الشرارات الأولى للثورة وكان له دور فاعل في انتصارها ولذلك يُعبر عنه أحد رموز الثورة في إيران.
دعم آية الله طالقاني الدكتور محمد مصدق وآية الله السيد أبو القاسم الكاشاني في قرار تأميم صناعة النفط الإيراني. كما حاول التوسط لتسوية الخلافات التي نشبت بينهما. التحق بحركة الوطنية الإيرانية من دون أي حساسيات تجاه القيادات التي كانت من خارج صفوف المؤسسة الدينية.
ولم تتوقف نشاطاته بانقلاب 1953 العسكري، الذي أطاح برئيس الوزراء محمد مصدق وأعاد تنصيب الشاه ليكون القوة المهيمنة على السياسات الإيرانية. فبعد انحلال الحركة الوطنية من قبل الشاه في منتصف الخمسينيات، قام السيد طالقاني بتأسيس حركة المقاومة الإيرانية عام 1957، مما أدى إلى تعرضه للسجن في سجون سافاك.
ثم تأسست الجبهة الوطنية الثانية عام 1960 ولكن تخلی محمود طالقاني عن تلك الجبهة بسبب إشراك حزب توده الماركسي في الحكومة، وبعد انفصال الإسلاميين عن العلمانيين، في عام 1961 شارك طالقاني إلى جانب بعض أصحاب التوجه الإسلامي، منهم مهدي بازركان، ويد الله سحابي، وعلي شريعتي، في تأسيس حزب حركة حرية إيران.
كان طالقاني على اتصال وثيق بمجتبي نواب صفوي مؤسس وزعيم منظمة فدائيو الإسلام النشيطة في أوائل الخمسينيات من القرن العشرين، فكانت مجموعات من هذه الحركة تقوم بتصفيات واغتيالات لسياسيين وشخصيات إيرانية. لجأ نواب صفوي إلى منزل طالقاني للاختباء عندما كان مطاردا من قبل سافاك.
ومع بدأ الشرارات الأولى لثورة الخميني في سنة 1962 أسند طالقاني هذه النهضة وقام في جلسات تفسيره للقرآن في مسجد الهداية بعاصمة طهران بانتقاد الحكومة ودعم نهضة الخميني للقضاء علی النظام البهلوي.
وقد جاء في تقرير لجهاز السافاك التابع للشاه: «ان بيت آية الله طالقاني تحول الی لجنة عمليات لمعارضي الحكم. وان مبعوثين من قبل السيد الخميني كانوا يترددون علی بيته.»
دخل سجون الدولة البهلوية بسبب نشاطاته عدة مرات، ثم نُفي إلى مدينة زابل في محافظة سيستان وبلوشستان عام 1971 م وبعد فترة نُفي إلى مدينة بافت كرمان.
وفي عام 1975 م اعتقل مرة اخری، وحُكم عليه بالسجن عشرة أعوام، وبقي في السجن حتي قبل انتصار الثوره الاسلاميه بعدة أيام.

## مسؤولياته بعد انتصار الثورة

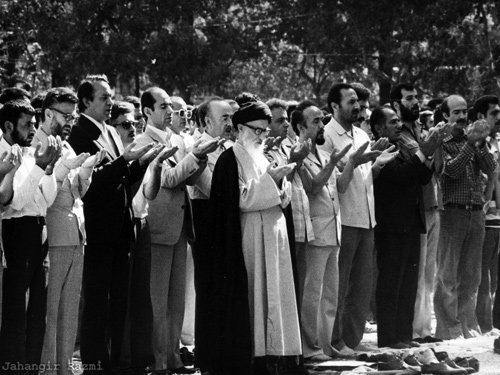
أول صلاة جمعة بعد انتصار الثورة الإسلامية في إيران بإمامة آية الله طالقاني.

وفد الرئاسة الجمهورية في كردستان للتفاوض مع الأكراد عام 1979.من اليمين: آية الله هاشمي رفسنجاني، آية الله بهشتي، آية الله طالقاني، بني صدر.

بعد انتصار الثورة الإسلامية تسلّم مسؤوليات مهمة:
- تولى منصب رئاسة الوزارة في الحكومة المؤقتة برئاسة مهدي بازركان، الی أن استقال مهدي بازركان من منصبه بعد يومين من اقتحام السفارة الأمريكية احتجاجا على العملية.[7]
- اختاره روح الله الخميني ليكون إمام صلاة الجمعه في طهران، وقد أقيمت أول صلاة جمعة بعد انتصار الثورة بإمامته في جامعة طهران عام 1979م.[20]
- انتُخب رئيساً لمجلس الثورة الإسلامية بعد اغتيال آية الله مرتضي المطهري.[16]
- دخل كنائب عن أهالي طهران في مجلس الخبراء الأول.
- أصبح ممثل الخميني في صحيفة اطلاعات الإسلامية.
- عمل لفترة في المجلس المشرف علی مؤسسة الإذاعة والتلفزيون والمجلس الثقافي.

## مؤلفاته
ومن أهم مؤلفاته وآثاره، التي تركها:
- تفسير نور من القرآن الذي يضمّ تفسير سورة الفاتحة، البقرة، آل عمران و24 آية من سورة النساء، مضافاً إلى تفسير الجزء الثلاثين.[21]
- ترجمة وشرح قسم من نهج البلاغة
- الإسلام والملكية
- شد الرحال إلی الله
- تقديم وتحقيق وشرح كتاب «تنبيه الأمة وتنزيه الملة» لآية الله محمد حسين النائيني.
- ترجمة المجلد الأول من كتاب الإمام علي بن أبي طالب، لعبد الفتاح عبد المقصود.
- تصحيح كتاب محو الموهوم للسيد أسد الله الخرقاني[22]

## وفاته

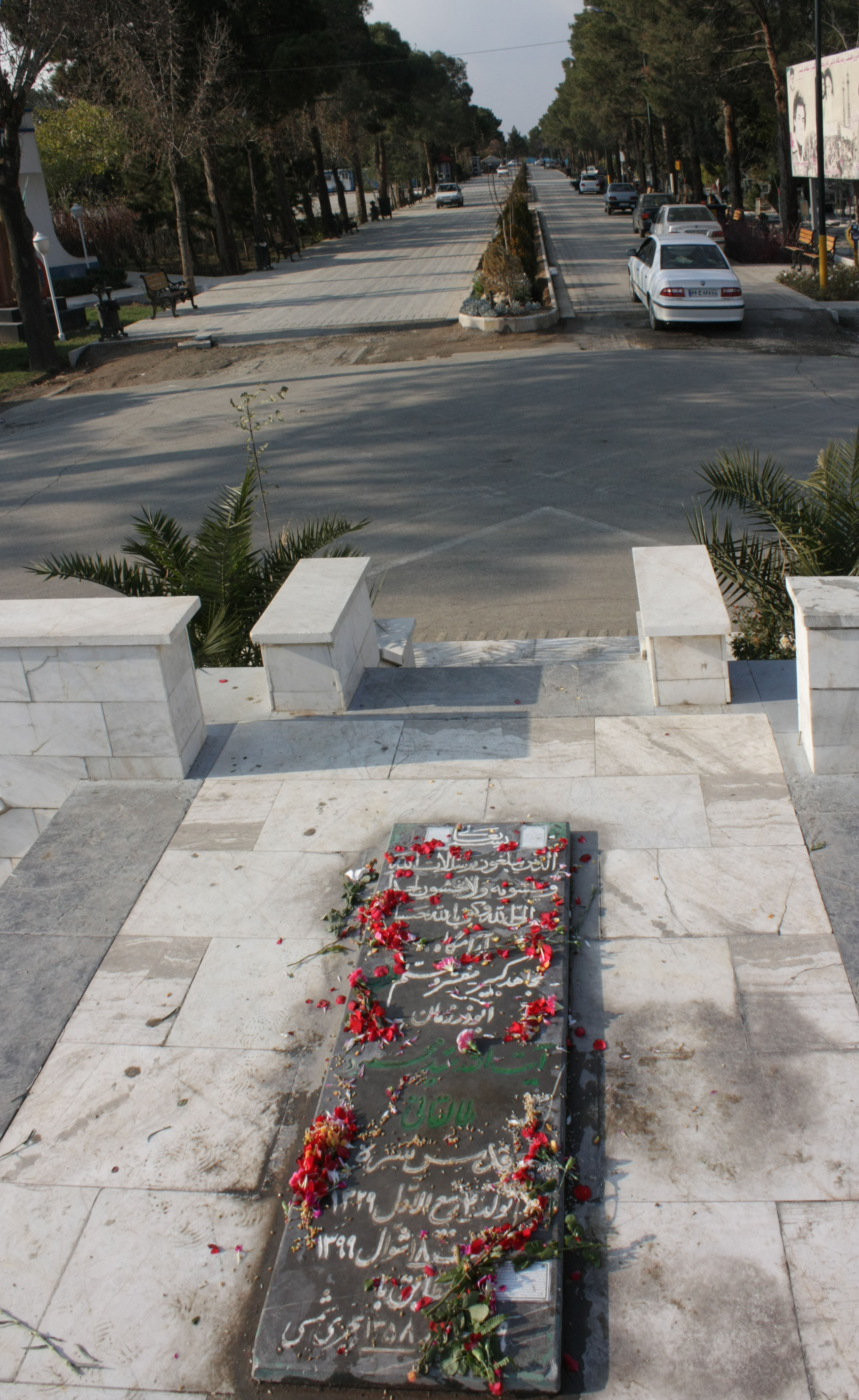
قبر آية الله طالقاني في جنة الزهراء (بهشت زهراء) بطهران.

توفي طالقاني بعد أشهر من انتصار الثورة الإسلامية سنة 1979م. فنعاه روح الله الخميني في بيان اشاد فيه بشخصيته:
دفن جثمانه في مقبرة بهشتي زهراء.

## طالع أيضًَا
- علي خامنئي
- محمد بهشتي